# Ruta Mur
Ruta Mur (* um 1993 in Klaipėda), voller Name Rūta Murinaitė, ist eine litauische Sängerin.

## Werdegang
Murinaitė wuchs in Klaipėda auf und begann im Alter von 23 Jahren, Musik zu machen, als sie sich auf einem Auslandsstudium in Spanien befand.
2020 veröffentlichte sie ihr erstes Album Love Story Short. Zwei Jahre später erschien das Album Prime Time, an dem sie laut eigener Aussage drei Jahre lang gearbeitet habe. Das dritte Album Meridiem erschien ebenfalls zwei Jahre später, nämlich 2024.
Im Jahre 2023 nahm sie an der Show Pabandom iš naujo! teil, die als litauische Vorentscheidung zum Eurovision Song Contest diente. Mit ihrem Titel So Low erreichte sie trotz Punktgleichheit den zweiten Platz hinter Monika Linkytė und verpasste denkbar knapp den Sieg.
Murinaitės Stimmlage ist Kontra-Alt. Ihren musikalischen Stil, der Anleihen aus der Popmusik der 80er-Jahre besitzt, bezeichnet die Sängerin als New Nostalgia, da die Musik zwar an die damalige Zeit erinnere, die Erfahrungen aber aus dem 21. Jahrhundert stammten.
Die Sängerin trat auf unterschiedlichen Festivals auf, so beispielsweise auf dem Reeperbahn Festival in Hamburg oder dem Eurosonic Noorderslag. 2021 eröffnete sie die 14. Ausgabe des Filmfestival Litauisches Kino Goes Berlin.

## Diskografie

### Alben
- 2020: Love Story Short
- 2022: Prime Time
- 2024: Meridiem

### Singles
- 2020: Divine Timing
- 2020: Lovers
- 2020: Always & Forever
- 2020: Aš Jaučiu Tai, Ką Tu Jauti
- 2021: Caribbean Love Holiday
- 2022: Swimmer Girl Remix
- 2022: So Low
- 2022: Loved You (mit Kabloonak)
- 2023: Forever
- 2024: Fix Yourself
- 2024: Time
- 2024: Hold Me
- 2024: Mylėt tave taip beprotiška ir keista (mit Gintariniai Laikai)
- 2024: Saugok širdį (mit Leon Somov)
- 2024: Aš ir Tu (mit Leon Somov)